# Zhongcun Xiang (socken i Kina)
Zhongcun Xiang (kinesiska: 中村, 中村乡) är en socken i Kina. Den ligger i provinsen Yunnan, i den sydvästra delen av landet, omkring 66 kilometer väster om provinshuvudstaden Kunming. Antalet invånare är 16 166. Befolkningen består av 7 892 kvinnor och 8 274 män. Barn under 15 år utgör 19,0 %, vuxna 15-64 år 71 %, och äldre över 65 år 8,0 %.
Genomsnittlig årsnederbörd är 881 millimeter. Den regnigaste månaden är juli, med i genomsnitt 186 mm nederbörd, och den torraste är februari, med 8 mm nederbörd.